# ライジング若冲 天才 かく覚醒せり
『ライジング若冲 天才 かく覚醒せり』（ライジングじゃくちゅう てんさい かくかくせいせり）は、「正月時代劇」としてNHK総合およびNHK BS4Kで2021年1月2日に放送された時代劇。
謎多き江戸時代の天才絵師・伊藤若冲の実像を、その才能を目覚めさせた禅僧・大典顕常をはじめとする若冲を取り巻く芸術意識の高い京の人々との交流、代表作「動植綵絵」の誕生秘話を交え、緻密な考証と大胆な仮説をもとにドラマ化する。源孝志作・演出、中村七之助と永山瑛太のダブル主演。
また、特別編(ライジング若冲「天才かく覚醒せり　完全版」)が1月16日にNHK BSプレミアムにて放送された。

## あらすじ
時は宝暦年間。岩次郎が丁稚奉公する京四条の玩具屋に、禅僧である大典がやって来た。そこで見せられた謎めいた絵に大典は興味を引かれる。描いたのは錦市場の青物問屋「桝屋」の若き主人・四代目桝屋源左衛門。女性や芸事に一切興味がないが、いい年で始めた絵にすっかりはまってしまった男だという。その源左衛門はある時、路上で茶をたてる謎の仙人・売茶翁と偶然出会い「若冲」という名を譲ってもらう。そして売茶翁の紹介で、大典と運命的な出会いを果たす。大典は若冲にこう告げた。「あなたにはこの世の森羅万象を描いてもらいたい」。そして若冲は大典の取り計らいで、京の寺にある絵の模写修業に努めてゆくのだが……。

## 登場人物

### 主要人物
伊藤若冲（いとう じゃくちゅう） / 桝屋源左衛門（ますや げんざえもん）
演 - 中村七之助
絵師。
大典顕常（だいてん けんじょう）
演 - 永山瑛太
僧侶。
円山応挙（まるやま おうきょ） / 岩次郎（いわじろう）
演 - 中川大志
画家。
池大雅（いけの たいが）
演 - 大東駿介
画家。池玉瀾の夫。
池玉瀾（いけの ぎょくらん）
演 - 門脇麦
画家。池大雅の妻。
売茶翁（ばいさおう）
演 - 石橋蓮司
謎の仙人。

### その他
伊藤宗次郎
演 - 渡辺大
源左衛門（若冲）の弟。
山師
演 - 木村祐一
源左衛門の失踪につけこんで桝屋をゆすろうとする。
中島勘兵衛
演 - 市川猿弥
尾張屋の主人。
与兵衛
演 - 加藤虎ノ介
尾張屋の番頭。
無聞禅師
演 - 永島敏行
相国寺の住職。

## スタッフ
- 作・演出 - 源孝志
- 音楽 - 阿部海太郎
- 制作統括 - 宮坂佳代子、伊藤純、八巻薫
- プロデューサー - 川崎直子、八木康夫
- 時代考証 - 大石学
- 美術史考証 - 岡田秀之
- 絵画監修 - 村田隆志
- 料理監修 - 大原千鶴
- 水墨画指導 - 岡原大崋
- 日本画指導 - 吉田眞理子
- 京ことば指導 - あきや まりこ
- 煎茶道指導 - 通仙庵孝典、唐木岱仙
- 茶道指導 - 石原義清
- 振付指導 - 東山龍平
- 漢文指導 - 佐藤正光
- 表具指導 - 松本隆弘
- 題字 - シマダタモツ、布川侑己
- 若冲レプリカ制作 - 大畑政孝、大原爽子、村田直樹
- 表装 - 瀬戸憲二
- 日本画制作 - 松田淳一、正垣雅子、藤原裕之
- 撮影 - 朝倉義人
- 技術 - 近藤将司
- 照明 - 池本雄司
- 音声 - 小出正一、湯井浩司
- 記録 - 山下佳菜
- 取材 - 西山太郎、大田雄史
- 制作担当 - 谷敷裕也
- 編集 - 小泉圭司
- 映像技術 - 仁科丈治
- 美術 - 松﨑宙人
- 装飾 - 三木雅彦
- 衣裳 - 大塚満
- メイク - 山下みどり
- VFX - 佐々木宏
- 音響効果 - 栗山伸彦
- リサーチャー - 藤岡ひかり
- 撮影協力 - 山王総本宮日吉大社、京都府大覚寺、釈迦山百済寺、黄檗山萬福寺、滋賀ロケーションオフィス、京丹後フィルムコミッション
- 取材協力 - 宮内庁三の丸尚蔵館、相国寺、福田美術館、エツコ&ジョー プライス
- 資料提供 - 京都国立博物館、正伝寺、慈雲院、小学館、神戸市立博物館、DNPアートコミュニケーションズ